# Ludovica Ripa di Meana
Ludovica Ripa di Meana (Roma, 11 febbraio 1933) è una scrittrice, drammaturga e poetessa italiana.

## Biografia

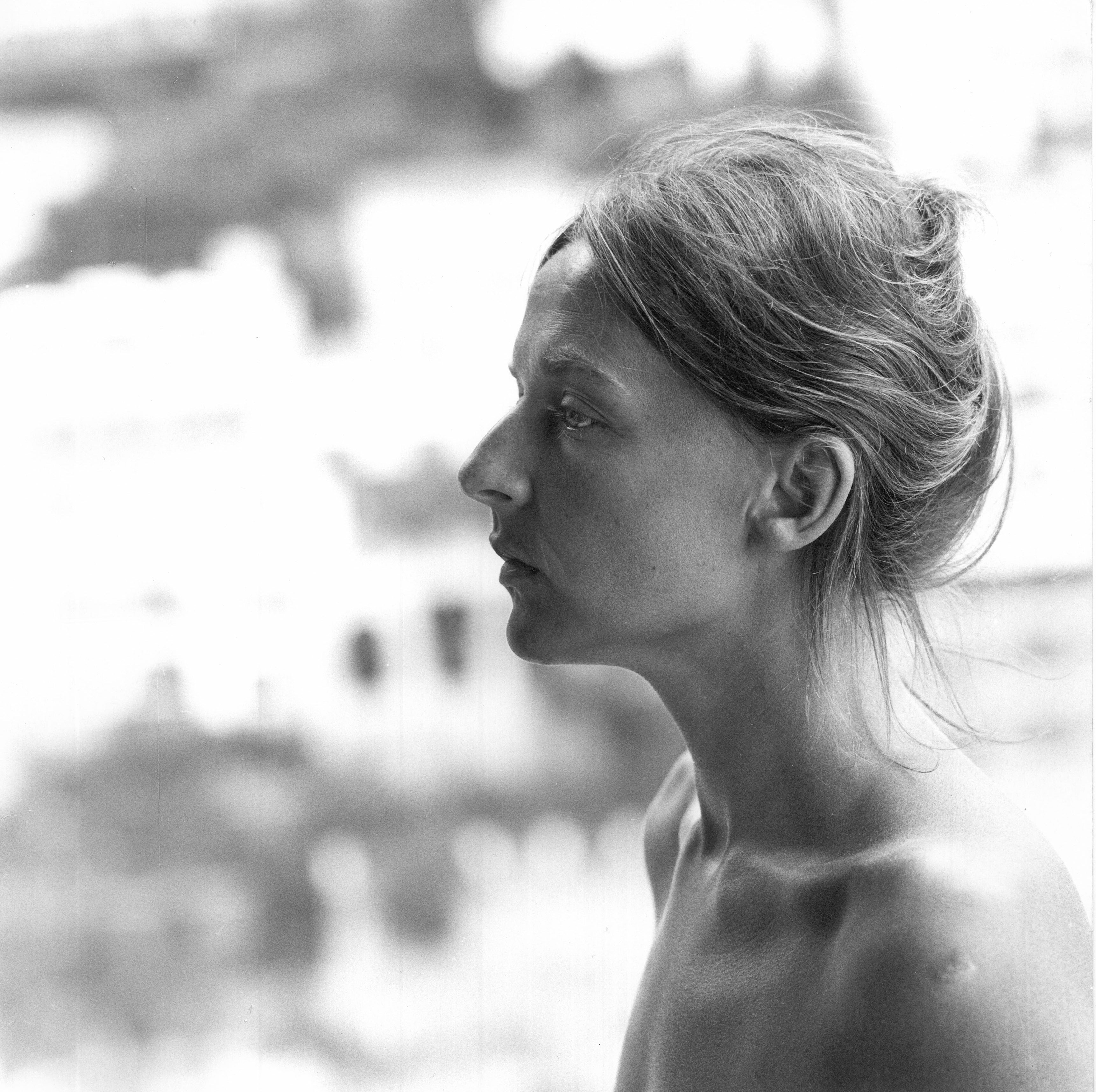
Profilo di Ludovica a Positano - fotografo Enzo Muzii

Ludovica Ripa di Meana è nata l'11 febbraio 1933 a Roma, dove vive attualmente. È vedova di Vittorio Sermonti, suo secondo marito, con cui non ha avuto figli. Dal primo marito, l'architetto Carlo Aymonino, ha avuto un figlio, Aldo, e una figlia, Livia.
Ha svolto dal 1957 al 1963 attività editoriale, in qualità di redattore letterario in collane di narrativa italiana e straniera, prima da Feltrinelli collaborando con Giorgio Bassani, poi da Mondadori con Elio Vittorini.
Ha tradotto dall'inglese, per Rizzoli, un libro di saggi di James Baldwin.
Ha lavorato nella redazione del Contemporaneo e, come giornalista, a L'Europeo.
Nel 1964-65 ha collaborato a ordinare e a scegliere il materiale per il Diario di Cesare Zavattini.
Nel 1966-68 è stata aiuto-regista di Franco Zeffirelli sia per il cinema (La bisbetica domata e Romeo e Giulietta) sia per il teatro (Black Comedy e Un equilibrio delicato).
Nel 1967-69 ha collaborato alla sceneggiatura, alla regia e alla produzione di Come l'amore e Una macchia rosa, due film del regista Enzo Muzii. È stata aiuto-regista di Franco Brusati per il film I tulipani di Haarlem.
Nel 1970, insieme a Enzo Muzii, ha girato servizi per la televisione italiana, prima nell'America Latina (Brasile, Ecuador, Perù e Messico), poi in Oriente (India, Nepal e Giappone).
Nel 1971 ha realizzato per i Culturali della TV servizi sull'emigrazione (il passaggio da una cultura contadina a una cultura industriale) e ritratti di autori italiani, curandone testo e regia.
Nel 1971-72, con Gian Carlo Roscioni, ha realizzato Carlo Emilio Gadda, un lungo ritratto-intervista con il grande scrittore, andato in onda il 5 maggio 1972 sul Secondo Canale nella rubrica Sulla scena della vita.
Dal giugno al dicembre 1972, Il laboratorio dello storico, un ciclo di dieci trasmissioni di mezz'ora ciascuna, di cui ha curato, oltre la sceneggiatura e la regia cinematografica, la regia di studio.
Nel 1974 ha collaborato con la TV Svizzera, realizzando tre programmi sulla pittura lombarda del Seicento (testi di Giovanni Testori).
Sempre nel 1974, ha realizzato uno spettacolo-documentario nato da una ricerca dell'Odin Teatret di Eugenio Barba nel Salento.
Nel 1974-75, un programma di quattro ore sui bambini malati, girato in Italia, Inghilterra, Unione Sovietica e Stati Uniti.
Nel 1977 per la rubrica Videosera ha realizzato il ritratto, di un'ora ciascuno, di due attrici: Catherine Spaak e Silvana Pampanini.
Dal 1976 al 1978 ha curato per la rubrica Odeon diversi servizi su personaggi dello spettacolo come Leopoldo Mastelloni, Amanda Lear, Edwige Fenech, Francesco De Gregori, Clint Eastwood, David Bowie, Peppino di Capri.
Nei primi mesi del 1979 ha scritto una sceneggiatura di due puntate su Gabriele D'Annunzio.
Nel 1983, insieme a Brando Giordani, Romeo De Maio e Vittorio Sermonti, ha scritto una sceneggiatura sulla vita di Michelangelo.
Negli anni Novanta, per la Terza Rete, ha curato testi e regia della serie di interviste-ritratto Gli intrattabili (tra gli altri Federico Zeri, Pietro Citati, Indro Montanelli, Luigi Pintor, la principessa Pallavicini, Uto Ughi, Giuliano Ferrara, Eugenio Scalfari, Giorgio Strehler).
Nel 1992 per Il tempo delle scelte, lezioni tenute da Romano Prodi all'Università di Bologna e trasmesse dalla RAI, ha girato documentari sulle scuole professionali in Giappone, Stati Uniti, Germania e Italia.

## Scritti
Ha scritto per il cantautore Adriano Celentano, mimandone l'affabulazione stralunata, “Il paradiso è un cavallo bianco che non suda mai” (Sperling & Kupfer, 1982).
Ha rielaborato in “Dietro l'immagine” (Longanesi, 1987) una serie di lezioni del grande conoscitore e storico dell'arte Federico Zeri.
Da una lunghissima conversazione con Gianfranco Contini ha ricavato “Diligenza e voluttà” (Mondadori, 1989), libro che il grande filologo ha definito “la mia prima autobiografia”.
Il suo esordio, come poeta, è avvenuto nel 1992 a cinquantanove anni, con il romanzo in versi “La sorella dell'Ave” (Camunia); cui hanno fatto seguito: “Rosabianca e la contessa” (Camunia, Milano 1994), “Marzio e Marta” (Il Saggiatore, Milano 1998), e, sempre in versi, i testi teatrali “Kouros” (Nino Aragno editore, 2002, Premio Viareggio ex aequo per la poesia, 2002), “Teodia” (Nino Aragno editore, 2003), “La fine degli A” (Nino Aragno editore, 2006) e, in prosa, “La morte di Gadda” (Nottetempo, Roma, 2013). Nel febbraio 2020 è uscito “Voi non sapete che non ho paura” (Garzanti, 2020), in versi e prose, che comprende la silloge di tutte le sue poesie rimaste inedite nei decenni scorsi accompagnata da una miscellanea di memorie, riflessioni, appunti, abbozzi e poesie nuove.
Una versione ridotta della celebre intervista a Carlo Emilio Gadda è edita in videocassetta nel documentario “Gadda racconta Gadda”, a cura di Mauro Bersani e Maria Paola Orlandini, regia di Antonella Zecchini, Rai Educational, 2003 allegato al volume di Mauro Bersani, “Gadda. La vita e le opere”, Einaudi, Torino 2003.

## Opere teatrali
“Andiamo” (inedito) è stato messo in scena da Franca Nuti, Laura Marinoni, Aldo Reggiani e Franco Colella, con la regia di Marcello Cava e la partecipazione in scena di Sergio Givone e Vittorio Sermonti, al Piccolo Teatro di Milano - Teatro d'Europa, all'interno della rassegna "Proposte d'autore. Un progetto di Luca Ronconi", 13-15 giugno 2000.
“Ciò esula”, sul caso del pluriomicida Tullio Brigida, è stato messo in scena da Elisabetta Pozzi nel 2001 al Teatro Due di Parma, nel 2002 al Teatro Duse di Genova e ripreso al Teatro India di Roma, regia di Walter Le Moli, musiche di Riccardo Barbera, Franco Piccolo e Marcello Liguori  Dello spettacolo è stata pubblicata la registrazione audio:
ELISABETTA POZZI in “Ciò esula” di Ludovica Ripa di Meana (cd audio dello spettacolo - musica Franco Piccolo), Luca Sossella editore, Roma 2003.
Di “Teodia” è stata eseguita una lettura scenica nel 2003 da Franco Branciaroli al Teatro Manzoni di Calenzano.
“Kouros” è stato messo in scena nel 2004 al teatro Belli di Roma (all'interno della rassegna di teatro omosessuale “Garofano verde”) dalla compagnia Società per Attori, con Vinicio Marchioni (Ludovico), Maurizio Palladino (padre / corifeo), Stefano Quatrosi (madre), Giandomenico Cupaiuolo (l'attore), Benedetto Sicca (Giada), Simone Faloppa (Bob), Luca Carboni (Savino / Alvaro), regia di Giuseppe Marini. Lo spettacolo è stato poi replicato nel 2006 al Palazzo della Ragione di Milano per la rassegna “Progetto Blu” del Teatro Franco Parenti.
“Ciò esula” con Alessandra Fallucchi e Marco Giandomenico e “Il marito di Vlasta” con Roberto Bisacco sono stati messi in scena, con la regia di Maria Inversi, al Teatro Politecnico di Roma nell'ambito della "Rassegna di Drammaturgia Contemporanea" nell'ottobre 2007.
“Il principe furente” è stato messo in scena nel 2007 al Teatro San Genesio di Roma dalla compagnia Né Nuvole Né Orologi, con Valentino Villa, regia di Marco Angelilli, scene di Francesco Mari, disegno luci di Gill McBride, costumi di Marco Idini.